# Piana (Corsica)
Piana is een gemeente in het Franse departement Corse-du-Sud (regio Corsica). De gemeente telde 458 inwoners op 1 januari 2022. Piana is lid van Les Plus Beaux Villages de France.

## Geografie
De oppervlakte van Piana bedroeg op 1 januari 2022 62,63 vierkante kilometer; de bevolkingsdichtheid was toen 7,3 inwoners per km².
De onderstaande kaart toont de ligging van Piana met de belangrijkste infrastructuur en aangrenzende gemeenten.

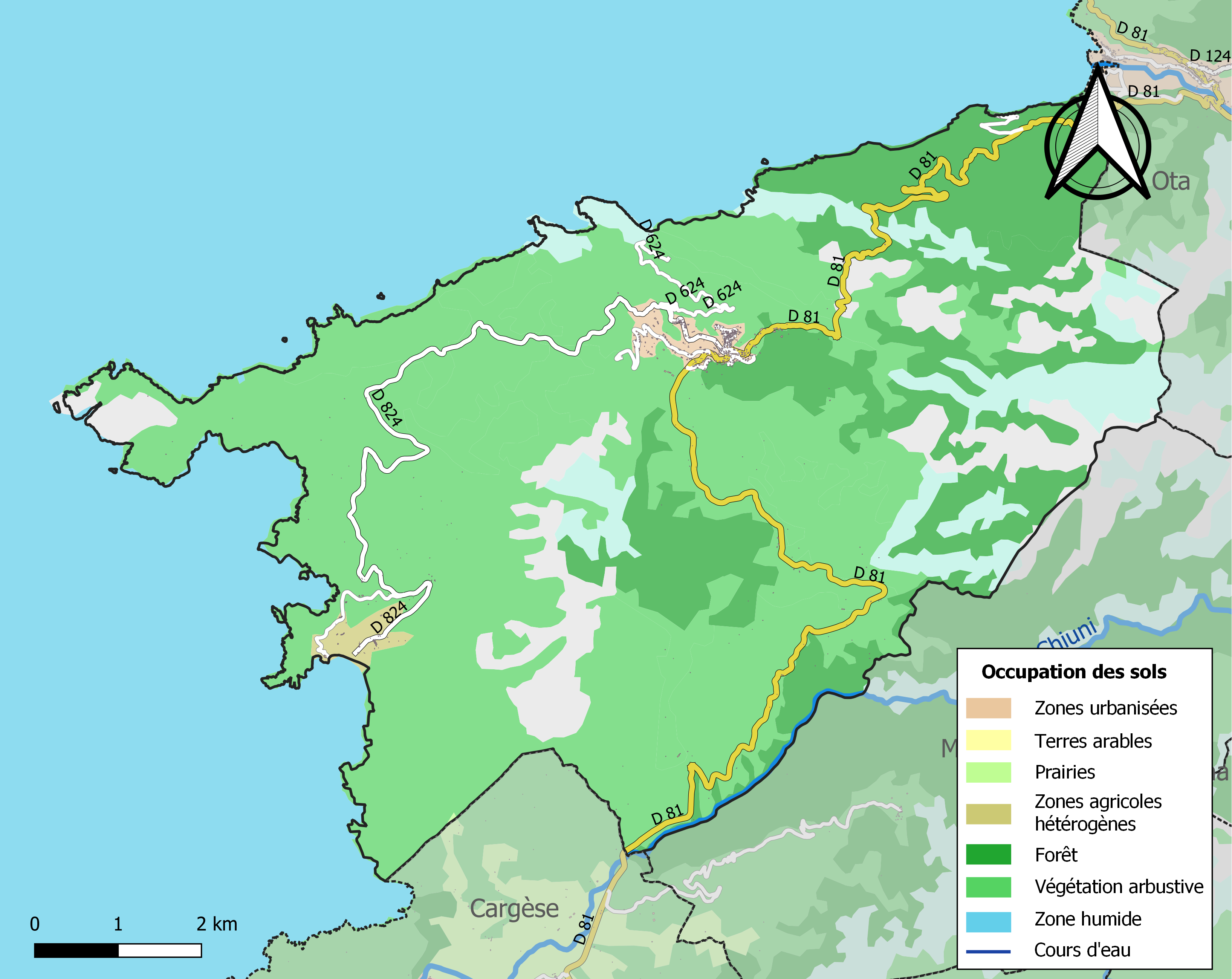

## Demografie
Onderstaande figuur toont het verloop van het inwonertal.
Vanwege een beveiligingsprobleem met de MediaWiki Graph-software is het momenteel niet mogelijk deze grafiek weer te geven. Zodra de software is bijgewerkt zal de grafiek vanzelf weer zichtbaar worden.
(Sortering op regio > departement (vet) > gemeente)